# Villel
Villel es una localidad y municipio español de la provincia de Teruel, en la comunidad autónoma de Aragón. El término municipal, ubicado en la comarca de la Comunidad de Teruel, tiene una población de 337 habitantes (INE 2024). Comprende los barrios periféricos y caseríos o masadas de: El Campo, La Fuensanta, Rueda, Torrejón, Vadillo, Viñuelas y Los Baños. A unos dos kilómetros se encuentra el santuario de nuestra Señora de la Fuensanta, que es el principal centro de devoción de la comarca, es un lugar situado entre las montañas y varios pueblos celebran en este santuario una romería anualmente. Pero cabe destacar la más importante que es la de Villel el segundo sábado de mayo.

## Geografía
Integrado en la comarca de Comunidad de Teruel, se sitúa a 15 km de la capital provincial y a 11 km de la provincia de Valencia (Rincón de Ademuz). El término municipal está atravesado por la carretera N-330 entre los pK 281 y 291, compartiendo trayecto con la N-420, además de por la carretera local que conecta con Cascante del Río. 
El relieve del municipio es predominantemente montañoso, extendiéndose desde la Sierra de Peñarredonda, en los Montes Universales hasta la zona más baja donde discurre el río Turia, en cuya margen derecha se sitúa el pueblo. La altitud oscila entre los 1264 m, cerca del límite con Rubiales, y los 780 m a orillas del río Turia. El pueblo se alza a 823 m sobre el nivel del mar.
| Noroeste: Rubiales     | Norte: Villastar | Noreste: Villastar     |
| Oeste: Rubiales        |                  | Este: Cascante del Río |
| Suroeste: Tramacastiel | Sur: Libros      | Sureste: Riodeva       |

## Historia
Conserva su castillo parcialmente en ruinas y, sobre todo, su torre del homenaje. Pertenecía a los Aben Razin, de Albarracín, y fue una de las pocas fortificaciones musulmanas que resistieron a la embestida cristiana dirigida por el Cid. Reconquistado por Alfonso II, quien lo entregó a los Templarios, fue primeramente una Encomienda de la Orden del Temple. En el siglo XIV fue cabeza de Encomienda de la Orden de San Juan, encuadrada en la Castellanía de Amposta, y primer destino de Juan Fernández de Heredia, quien llegó a ser gran maestre de Rodas. Lo conquistó Pedro I de Castilla en el transcurso de una guerra entre Aragón y Castilla, y en la Guerra de la Independencia lo ocupó también el ejército napoleónico.
Hacia mediados del siglo XIX, el lugar tenía contabilizada una población de 1081 habitantes. La localidad aparece descrita en el decimosexto volumen del Diccionario geográfico-estadístico-histórico de España y sus posesiones de Ultramar de Pascual Madoz de la siguiente manera:

VILLEL: v. con ayunt. en la prov., dióc. y part. jud. de Teruel (3 leg.), aud. terr. de Zaragoza y c. g. de Aragon. sit. en la márg. del r. Turia, circunvalado de elevadas cordilleras; el clima es frio y propenso á catarrales. Tiene 291 casas de regular construccion, formando cuerpo de pobl. á manera de anfiteatro con varias calles y una plaza; una escuela de niños bastante concurrida y otra de niñas; igl. parr. (Ntra. Sra. de las Nieves), servida por un cura de primer ascenso y de concurso y provision ordinaria; y un cementerio bien situado. Confina el térm. por el N. con el de Villastar; E. la Puebla de Valverde; S. Trama Castiel y O. Tormon; pasa por él el r. antes citado, con cuyas aguas se riegan algunos terrenos. A 1/2 leg. del pueblo se encuentra el célebre santuario de Ntra. Sra. de Fuensanta, rodeado de encrespadas montañas, en las cuales sostuvo el general Villacampa en la guerra de la Independencia dos reñidos y sangrientos encuentros con los franceses. Hay en el térm. muchos manantiales de buenas aguas. El terreno es muy montuoso, lleno de pinares y mata baja, y á escepcion de las tierras que se riegan con las aguas del Turia, lo demas es de secano. Los caminos son de herradura y locales. El correo se recibe de Teruel. prod.: trigo, centeno, cebada, panizo, avena, frutas y legumbres; hay ganado lanar y vacuno, y caza de conejos y perdices. pobl.: 245 vec.. 1,081 alm. riqueza imp.: 80,824 rs.
(Madoz, 1850, p. 310)

## Demografía
Villel cuenta con una población de 337 habitantes (INE 2024).
| Gráfica de evolución demográfica de Villel entre 1842 y 2021                                                        |
| |
| Población de derecho según los censos de población del INE Población de hecho según los censos de población del INE |

| Gráfica de evolución demográfica de Villel entre 1998 y 2022 |
|                                                              |
| Población según el padrón municipal a 1 de enero del INE.    |

## Administración y política

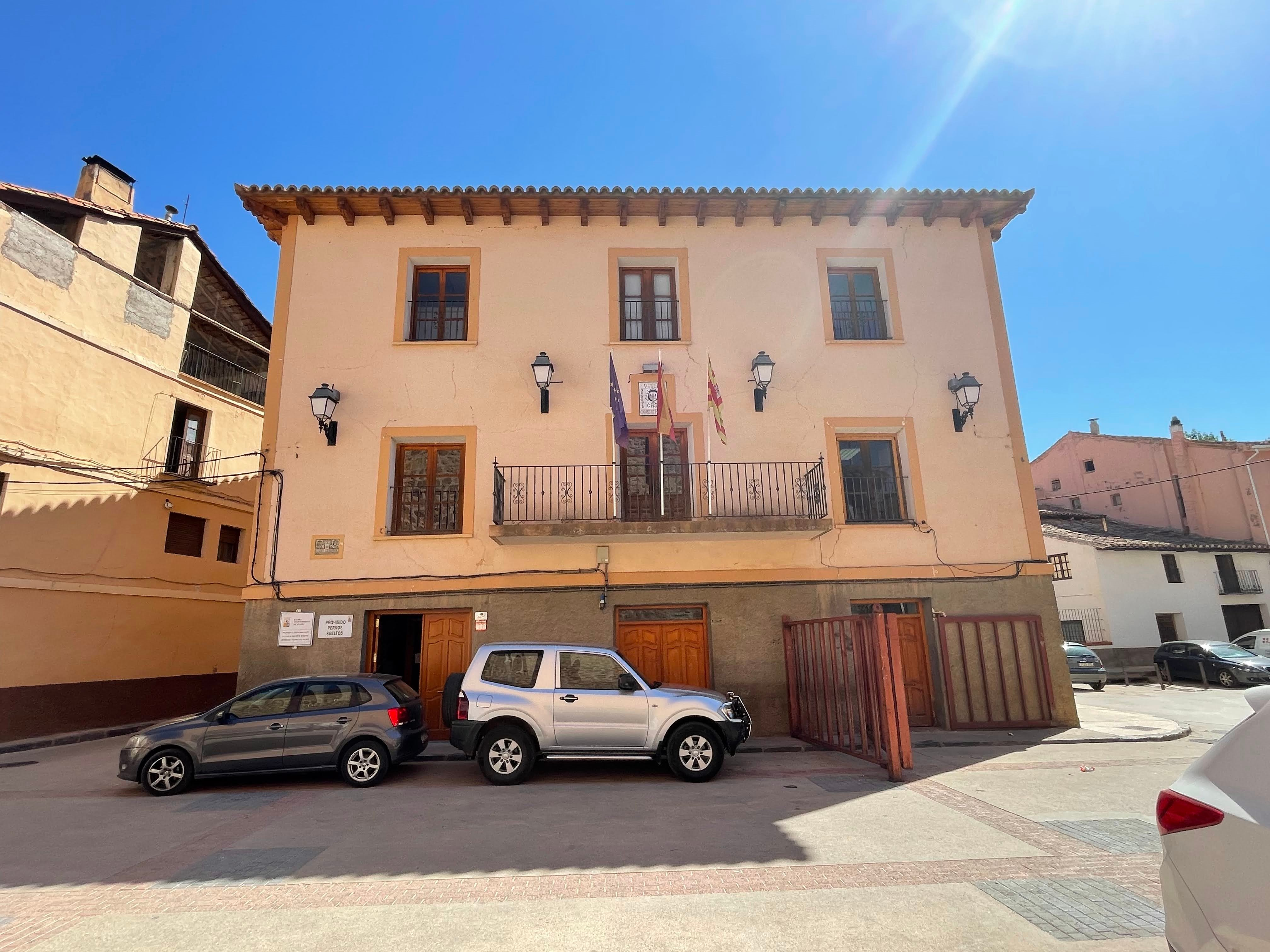
Ayuntamiento de Villel

| Período   | Alcalde                  | Partido |  |
| --------- | ------------------------ | ------- |  |
| 1979-1983 | Jesús Gómez Asensio      | UCD     |  |
| 1983-1987 | Jesús Gómez Asensio      | Ind.    |  |
| 1987-1991 | Julio Navarrete Mateo    | PSOE    |  |
| 1991-1995 | Julio Navarrete Mateo    | PSOE    |  |
| 1995-1999 | Julio Navarrete Mateo    | PSOE    |  |
| 1999-2003 | Julio Navarrete Mateo    | PSOE    |  |
| 2003-2007 | Faustino Mínguez Pérez   | PAR     |  |
| 2007-2011 | Faustino Mínguez Pérez   | PAR     |  |
| 2011-2014 | Juan José Rodero Prieto  | PP      |  |
| 2014-2015 | Juan José Gómez Pérez    | PAR     |  |
| 2015-2019 | Juan José Gómez Pérez    | PAR     |  |
| 2019-2023 | Juan José Gómez Pérez    | PAR     |  |
| 2023-     | José María Pérez Serrano | PP      |  |

| Partido político    | Partido político                                   | 1979   | 1983   | 1987   | 1991   | 1995   | 1999   | 2003   | 2007   | 2011   | 2015   | 2019   | 2023   |
| Partido político    | Partido político                                   | Ediles | Ediles | Ediles | Ediles | Ediles | Ediles | Ediles | Ediles | Ediles | Ediles | Ediles | Ediles |
|                     | Partido Aragonés (PAR)                             | —      | —      | —      | —      | 1      | 3      | 3      | 4      | 2      | 3      | 3      | —      |
|                     | Partido de los Socialistas de Aragón (PSOE-Aragón) | —      | —      | 4      | 5      | 5      | 4      | 3      | 2      | 2      | 2      | 3      | 3      |
|                     | Partido Popular de Aragón (PP)                     | —      | 3      | —      | 1      | 1      | 0      | 1      | 1      | 3      | 1      | 1      | 2      |
|                     | Vox                                                | —      | —      | —      | —      | —      | —      | —      | —      | —      | —      | —      | 2      |
|                     | Ciudadanos (CS)                                    | —      | —      | —      | —      | —      | —      | —      | —      | —      | 1      | —      | —      |
|                     | Centro Democrático y Social (CDS)                  | —      | —      | 3      | —      | —      | —      | —      | —      | —      | —      | —      | —      |
|                     | Ind.                                               | 7      | 4      | —      | 1      | —      | —      | —      | —      | —      | —      | —      | —      |
| Total de concejales | Total de concejales                                | 7      | 7      | 7      | 7      | 7      | 7      | 7      | 7      | 7      | 7      | 7      | 7      |

## Fiestas
- 6-10 de septiembre.

## Patrimonio religioso

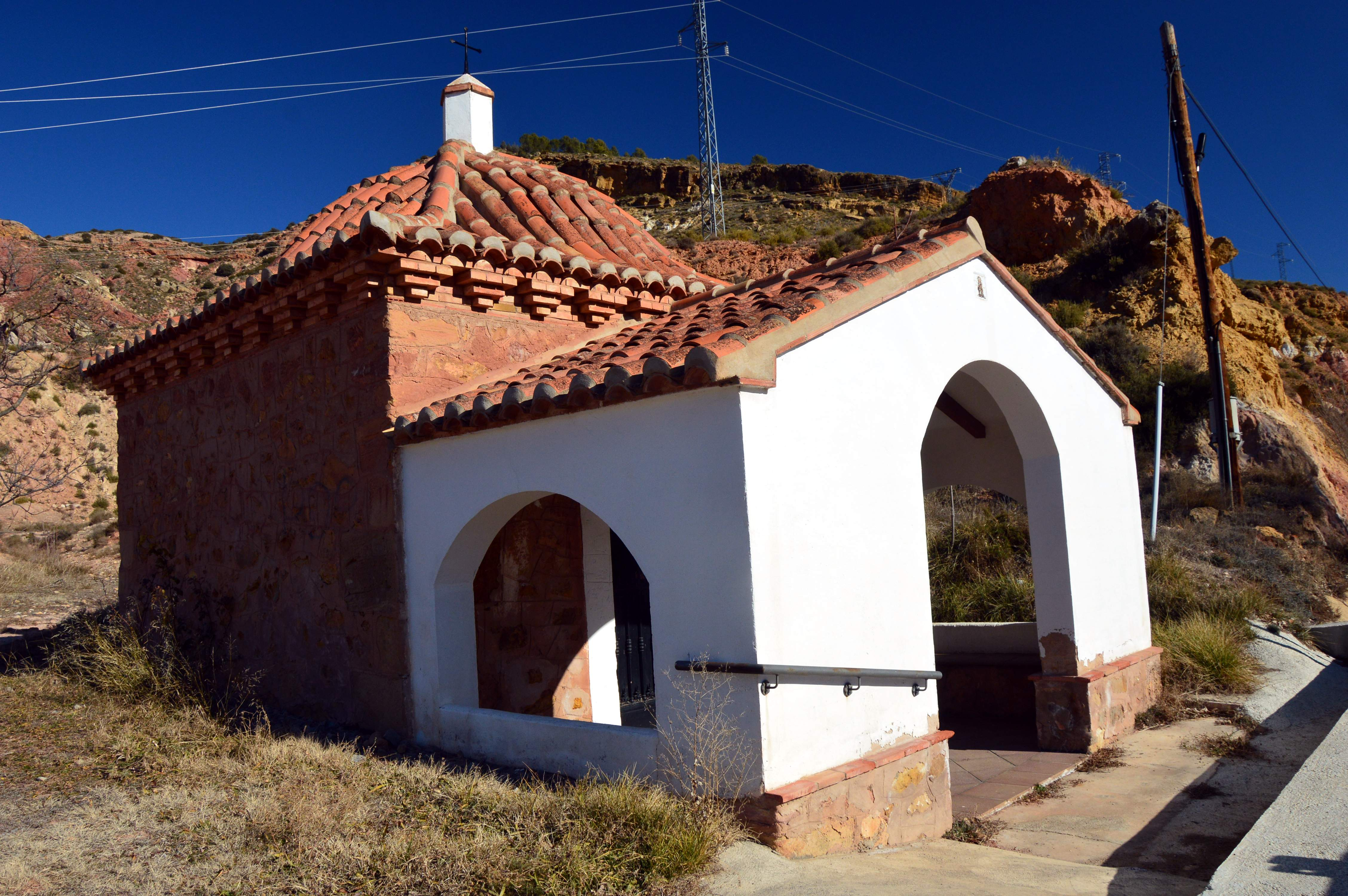
Vista frontal de la ermita de la Virgen del Carmen

- Iglesia de Nuestra Señora de las Nieves.[3] Templo parroquial del siglo XVIII construido en mampostería con piedra arenisca de la zona, posee dos puertas barrocas, una a cada lado, cubierta a dos aguas y torre campanario de tres cuerpos a los pies, lado del evangelio.[9]
- Santuario de Nuestra Señora de la Fuensanta, edificio gótico tardío situado al poniente de la villa, construido en 1561, donde se venera la imagen de la Virgen de la Fuensanta. Según la tradición, la imagen de la virgen fue hallada por un pastor de nombre Juan Pérez en 1238.
- Ermita de la Virgen del Carmen. Situada junto a la carretera N-330, en la entrada norte de la población.